# Opération de Ross

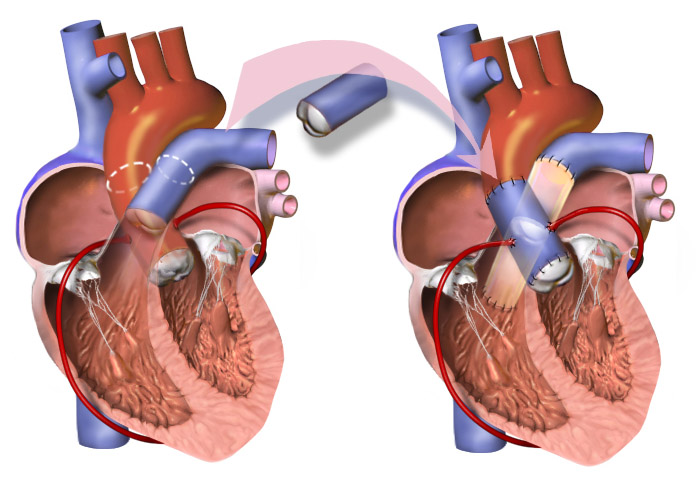
Opération de Ross

Une opération de Ross est une opération de chirurgie cardiaque où la valve aortique défaillante d'un patient est remplacée par sa propre valve pulmonaire (autogreffe).  La valve pulmonaire est quant à elle remplacée par une homogreffe.
C'est le Dr Donald Ross, un pionnier de la chirurgie cardiaque qui a mis au point cette procédure en 1962 et réalisa la première intervention en 1967.

## Statistiques
Cette intervention concerne, aux États-Unis, moins de 0,5 % des interventions de remplacement de la valve aortique et est faite essentiellement dans certains centres.

## Avantages/désavantages
Les avantages consistent en une croissance normale de l'autogreffe (valve aortique) sur des patients jeunes. Par ailleurs, aucun traitement anticoagulant n'est nécessaire, ce qui diminue, en particulier, les risques chez les femmes souhaitant avoir une grossesse ou les jeunes souhaitant continuer à avoir une activité sportive.
L'opération est cependant plus lourde (intervention sur deux valves au lieu d'une) avec le risque opératoire associé et les réinterventions sont plus complexes.

## Résultats
La survie est comparable à celle de la population générale sur au moins deux décennies, avec, parfois, des réinterventions nécessaires.
Il n'existe pas d'étude randomisée comparant cette technique avec un remplacement valvulaire par une valve mécanique. Une étude cas-témoin montre cependant des résultats comparables en termes de mortalité et de taux de réinterventions, le groupe ayant eu l'opération de Ross ayant cependant, à long terme, moins de complications emboliques ou hémorragiques. Une autre étude montre l'amélioration de la mortalité.